# 구절산 (강원)
구절산(九折山)은 대한민국 강원특별자치도 춘천시와 홍천군에 걸쳐 있는 높이 750m의 산이다.

## 같이 보기
- 한국의 산